# فوت‌هیل رنچ، لیک فورست، کالیفرنیا

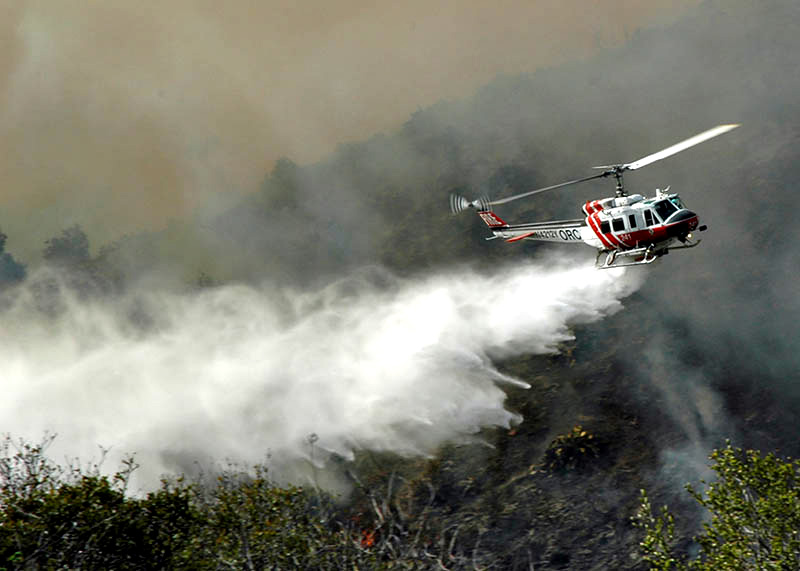
خاموش کردن توسط هلی‌کوپتر

فوت‌هیل رنچ، لیک فورست، کالیفرنیا (انگلیسی: Foothill Ranch, Lake Forest, California) مرتع پرورش احشام (FHR) و همچنین محلی برای سرشماری تعیین شده که در شهرستان اورنج، کالیفرنیا، ایالات متحده است. جمعیت آن در سرشماری سال ۲۰۰۰ قریب به ۱۰۹۹۹۹ نفر بود. فوت‌هیل رنچ در سال ۲۰۰۰ به لیک فورست ایالات کالیفرنیا متصل شد.